# Белая жировая ткань

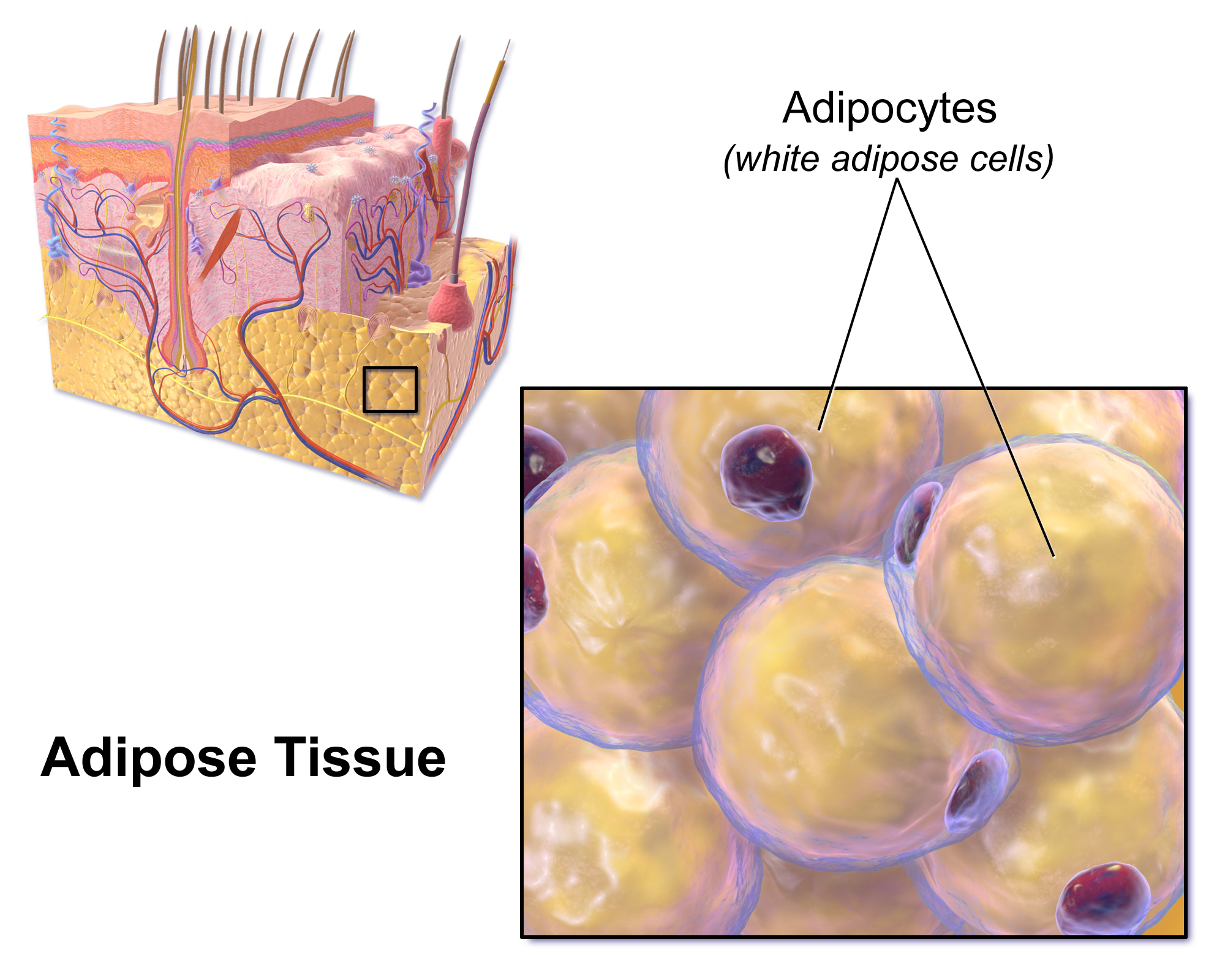
Схема строения белой жировой ткани

Бе́лая жирова́я ткань — разновидность жировой ткани, адипоциты которой содержат одну крупную жировую каплю, окружённую ободком цитоплазмы с оттеснённым на периферию клеточным ядром. Помимо адипоцитов, в состав белой жировой ткани входят клетки так называемой стромальной васкулярной фракции: преадипоциты, фибробласты, клетки эндотелия сосудов и ряд иммунных клеток, такие как макрофаги жировой ткани.
Главная функция белой жировой ткани — запасание липидов, кроме того, она обеспечивает теплоизоляцию тела. Жировая ткань продуцирует ряд гормонов (эстроген, лептин, резистин, а также цитокины, такие как фактор некроза опухоли α) и в последние годы была признана важной частью эндокринной системы. У взрослого человека белая жировая ткань располагается под кожей, вокруг внутренних органов (висцеральная жировая ткань), внутри костей (жёлтый костный мозг), между мышечными волокнами и в молочных железах.

## Строение
Адипоцит белой жировой ткани, как правило, имеет шарообразную форму и содержит одну большую каплю нейтрального жира (такие адипоциты также называют унилокулярными), которая занимает центральную часть клетки и окружена тонким слоем цитоплазмы, в утолщённой части которого залегает уплощённое ядро. В цитоплазме адипоцитов содержатся в небольших количествах и другие липиды: холестерин, фосфолипиды, а также свободные жирные кислоты. Эти мелкие жировые включения особенно выражены у незрелых адипоцитов. 87 % массы жировой ткани взрослого человека приходится на липиды. В цитоплазме, прилегающей к ядру, а также в противолежащем более тонком слое цитоплазмы присутствуют нитевидные и палочковидные митохондрии с плотно упакованными кристами, редуцированный аппарат Гольджи и несколько цистерн шероховатого эндоплазматического ретикулума и свободные рибосомы. Тонкий субмембранный слой цитоплазмы, окружающий липидную каплю, содержит цистерны гладкого эндоплазматического ретикулума, а также многочисленные пиноцитозные пузырьки. Зрелый адипоцит имеет крупные размеры, от 50 до 150 мкм. Так как липиды вымываются ксиленом и другими растворителями, использующимися при приготовлении гистологических препаратов, унилокулярные адипоциты при рассмотрении с помощью светового микроскопа выглядят пустыми.
Рыхлая волокнистая соединительная ткань образует прослойки, которые делят жировую ткань на дольки разного размера и формы. В дольках адипоциты близко прилегают друг к другу, однако в жировой ткани также присутствуют клетки так называемой стромальной васкулярной фракции: преадипоциты, фибробласты, клетки эндотелия сосудов и ряд иммунных клеток, такие как макрофаги жировой ткани. На клетки стромальной васкулярной фракции приходится около половины всех клеток жировой ткани. Жировые клетки разделяются тонкими коллагеновыми волокнами, ориентированными во всех направлениях, а также оплетены ретикулярными волокнами. Группы адипоцитов или отдельные дольки тесно охватываются кровеносными и лимфатическими капиллярами.

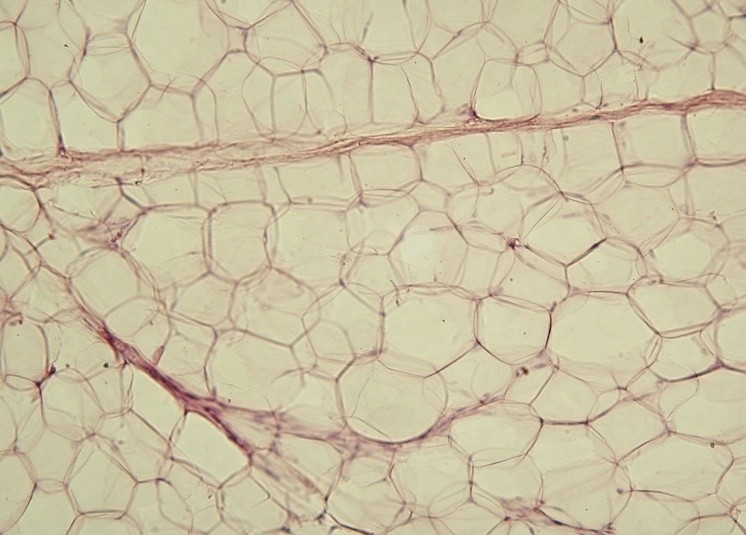
Микрофотография белой жировой ткани

Количество жира в адипоцитах белой жировой ткани, как и их количество, подвергается значительным колебаниям. При усиленном питании могут появляться новые адипоциты из адвентициальных клеток, прилегающих к кровеносным капиллярам. При этом в цитоплазме новообразованных адипоцитов появляются мелкие капли жира, которые, разрастаясь, сливаются в одну жировую каплю. По мере увеличения жировой капли эндоплазматический ретикулум и аппарат Гольджи редуцируются, а ядро сдавливается и уплощается. При голодании околопочечная и подкожная жировая ткань теряют жировые запасы, липидные капли в адипоцитах измельчаются, а сами адипоциты приобретают звёздчатую или веретеновидную форму. Однако вблизи орбиты глаз, на подошвах и ладонях жировая ткань почти не изменяется даже при длительном голодании, так как играет в основном не обменную, а механическую роль. В этих местах она подразделяется на мелкие дольки, окружённые волокнами соединительной ткани.

## Анатомия

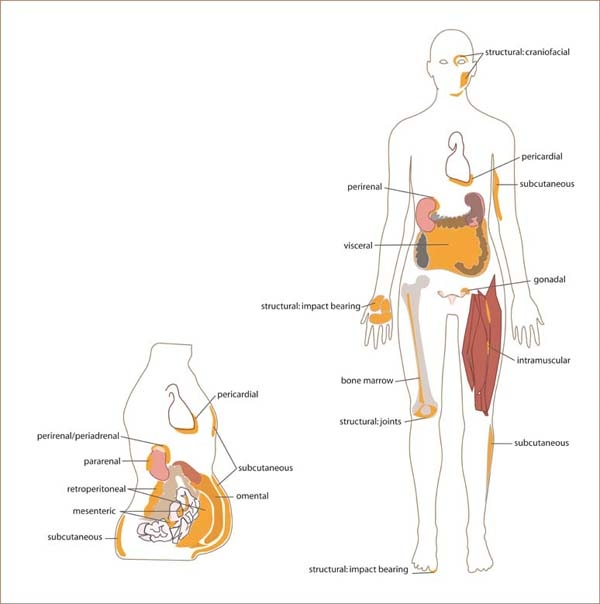
Локализация белой жировой ткани в теле человека

У взрослого человека белая жировая ткань располагается под кожей, особенно в нижней части брюшной стенки, на ягодицах и бёдрах (в составе подкожной ткани), вокруг внутренних органов (висцеральная жировая ткань), внутри костей (жёлтый костный мозг), между мышечными волокнами и в молочных железах. Бурая жировая ткань, выраженная у новорождённых детей и некоторых животных (грызунов и млекопитающих, впадающих в спячку), располагается на шее, около лопаток, за грудиной, вдоль позвоночника, под кожей и между мышцами. У взрослого человека бурая ткань присутствует и метаболически активна, однако она регрессирует с возрастом.
Висцеральный жир, также известный как абдоминальный жир, располагается в брюшной полости между внутренними органами — желудком, печенью, кишечником, почками и другими. Висцеральный жир подразделяется на несколько основных скоплений: мезентерический жир, эпидимальный жир и периренальный жир. Висцеральный жир, расположенный вблизи сердца, называется эпикардиальным. Он продуцирует множество биологически активных веществ, которые могут существенно влиять на работу сердца. Увеличение висцерального жира наиболее выражено у мужчин, в то время как женщины накапливают жир в основном в бёдрах и на ягодицах.
Большая часть невисцерального жира залегает под кожей в гиподерме и входит в состав подкожной ткани. Подкожная жировая ткань в области ягодиц и бёдер наиболее выражена у женщин. После наступления менопаузы существенная часть жировых отложений в организме женщины переходит в область талии, и позднее жир накапливается преимущественно в области живота. Подкожная жировая ткань, помимо метаболической функции, играет механическую роль и выступает как теплоизолирующий слой. Хотя морфологически адипоциты висцерального жира и подкожной жировой ткани идентичны, они существенно различаются по профилям экспрессии генов.
Жёлтый костный мозг представлен жировыми клетками, перемежающимися с гемопоэтическими клетками и костными элементами. Объём жёлтого костного мозга увеличивается при ограничении калорийности питания и даже при анорексии, что принципиально отличает его от других жировых отложений, однако он увеличивается и при ожирении. Физические упражнения уменьшают объём жёлтого костного мозга и приводят к уменьшению размеров адипоцитов костного мозга. Адипоциты костного мозга имеют ряд отличий как от адипоцитов белого жира, так и от адипоцитов бурого жира. При рождении большая часть костного мозга приходится на кроветворный красный костный мозг, однако в течение жизни он постепенно преобразуется в жёлтый костный мозг, поэтому объём жёлтого костного мозга растёт с возрастом у обоих полов. Адипоциты костного мозга являются локальным источником энергии. Есть сведения, что жёлтый костный мозг отрицательно влияет на формирование костного материала, и его избыточное увеличение коррелирует с развитием остеопороза и остеопении, однако неизвестно, связан ли этот эффект напрямую с деятельностью адипоцитов или он обусловлен изменениями микросреды костного мозга.
Эктопический жир — это хранилище триглицеридов, не относящееся к собственно жировой ткани и накапливающее относительно небольшое количество жира. Эктопический жир присутствует в печени, скелетных мышцах, сердце и поджелудочной железе. Причины, лежащие в основе избыточного накопления эктопического жира, неизвестны. Снижение массы тела также приводит к сокращению эктопических жировых запасов.

## Физиология

### Метаболизм жиров

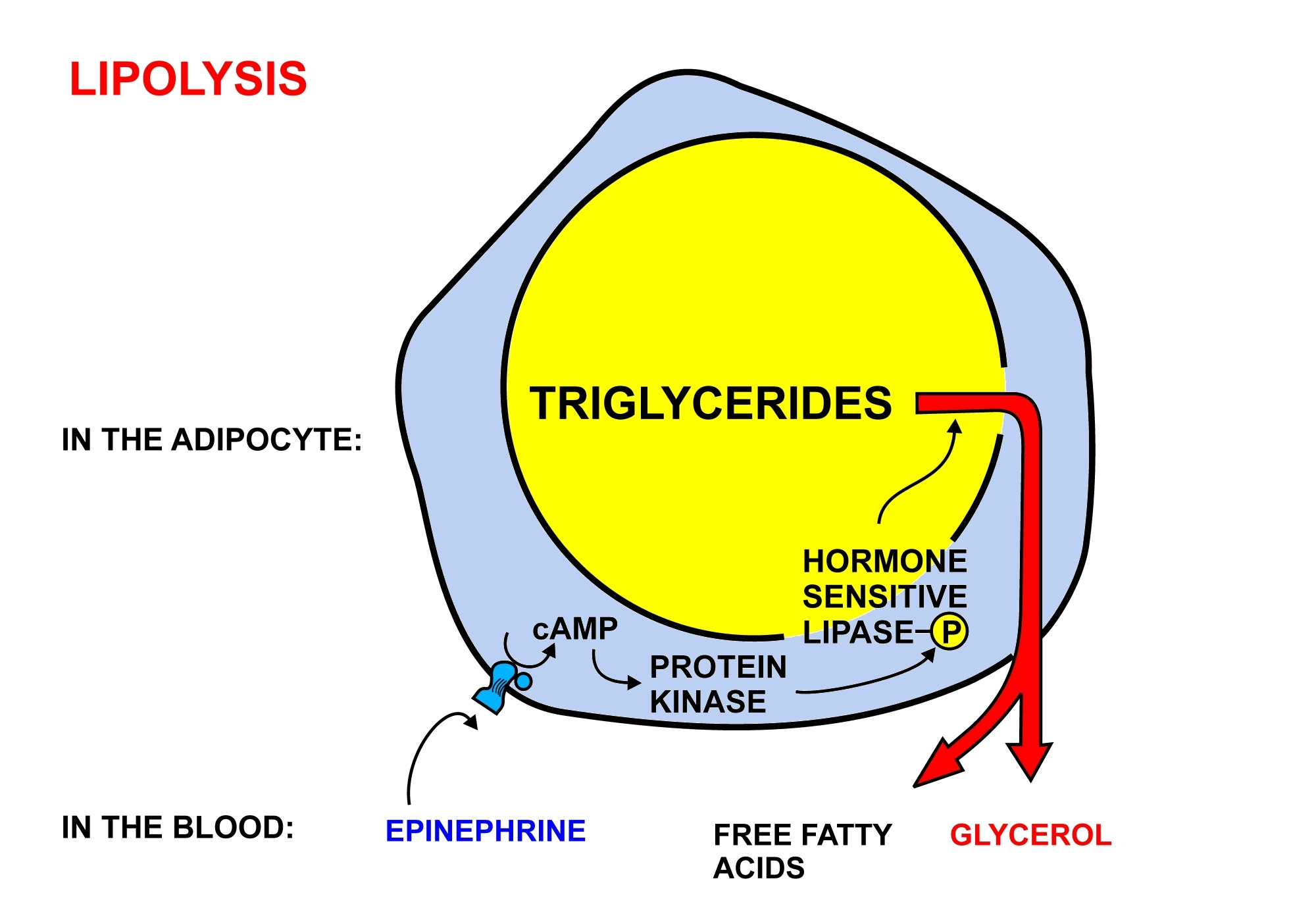
Схема липолиза в адипоцитах

Жировая ткань играет важную роль в поддержании уровня свободных жирных кислот и триглицеридов в крови, а также вносит вклад в развитие инсулинорезистентности (особенно абдоминальный жир). Адипоциты также могут запасать триглицериды, поступающие с пищей и циркулирующие в крови в составе хиломикронов, липиды, синтезируемые печенью и циркулирующие в кровотоке в виде липопротеинов очень низкой плотности, кроме того, свободные жирные кислоты и глицерин могут синтезироваться в самих адипоцитах. Хиломикроны и липопротеины очень низкой плотности при поступлении в жировую ткань гидролизуются липопротеинлипазой на люминальной поверхности кровеносных капилляров. Свободные жирные кислоты поступают в адипоциты по механизму активного транспорта и диффузии. В адипоцитах жирные кислоты в ходе реакции этерификации присоединяются к глицеринфосфату с образованием триглицеридов, которые поступают в жировую каплю.
В жировой ткани идёт постоянное поступление и выход свободных жирных кислот. Результирующее направление движения свободных жирных кислот контролируются гормонами инсулином и лептином. Если инсулин повышен, то вход свободных жирных кислот в жировую ткань превышает её выход, и выход жирных кислот из жировой ткани возможен только при низком уровне инсулина в крови. Уровень инсулина повышается при поступлении в организм углеводной пищи, которое приводит к росту концентрации сахара в крови. Инсулин также стимулирует поглощение глюкозы адипоцитами и способствует её преобразованию в жир.
При нервной или гуморальной стимуляции адипоцитов жировые запасы мобилизуются и клетки высвобождают жирные кислоты и глицерин. Норадреналин, выделяемый надпочечниками и постганглионарными симпатическими окончаниями, активирует гормончувствительную липазу, которая расщепляет триглицериды на поверхности липидных капель. Эта липаза также активируется гипофизарным гормоном роста. Свободные жирные кислоты диффундируют через мембраны адипоцитов и эндотелиальных клеток, выходят в кровоток и связываются с белком альбумином. Более гидрофильный глицерин свободно плавает в крови и поглощается печенью. Инсулин ингибирует гормончувствительную липазу. Мобилизацию адипоцитов также запускают адреналин и адренокортикотропный гормон.

### Продукция гормонов

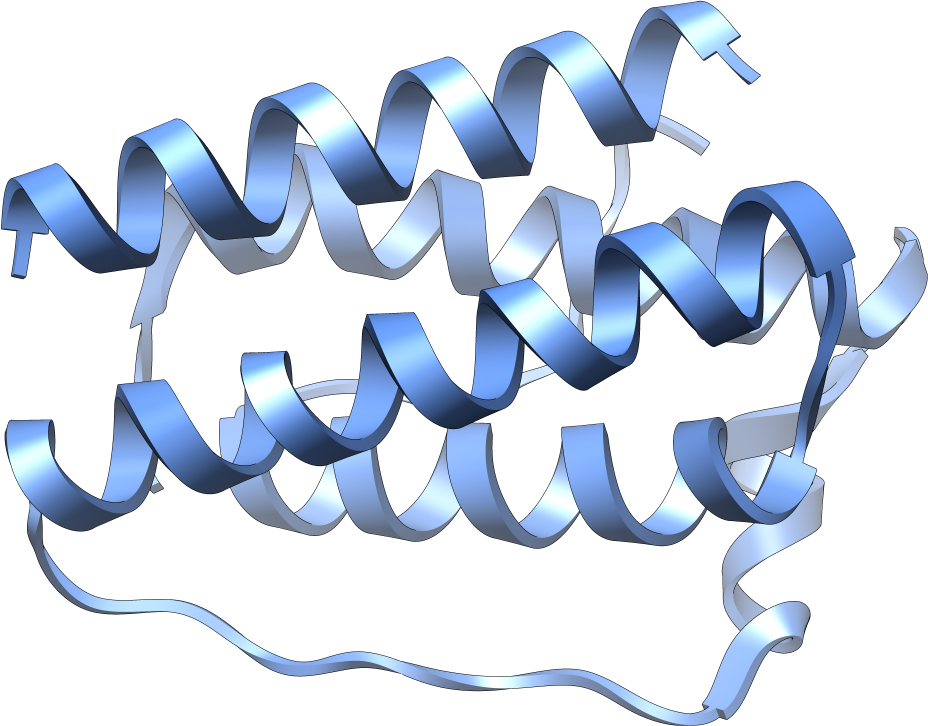
Структура лептина — пептидного гормона, продуцируемого адипоцитами

Молекулы, продуцируемые жировой тканью, играют важнейшую роль в поддержании метаболического гомеостаза, и нарушения в их образовании могут приводить к развитию ожирения и ряда патологических состояний, связанных с ожирением, поэтому жировую ткань рассматривают как эндокринный орган. Гормоны жировой ткани в совокупности называют адипокинами. Адипокины представляют собой разновидность цитокинов (сигнальных белков). Первым открытым адипокином стал гормон лептин, описанный в 1994 году. Лептин играет роль в поддержании нормальной массы тела и передаёт сигнал, свидетельствующий о насыщении, в гипоталамус. Лептин также контролирует липогенез в гепатоцитах, подавляя путь биосинтеза жирных кислот, и способствует окислению жирных кислот в мышцах. Наиболее обильно продуцируется адипокин, известный как адипонектин. Он повышает чувствительность к инсулину, и его введение мышам, страдающим ожирением, позволило частично преодолеть инсулинорезистентность. К числу адипокинов также относится фактор некроза опухоли α (TNFα), который вовлечён в формирование инсулинорезистентности за счёт подавления сигнального пути инсулина. В жировой ткани TNFα продуцируют макрофаги и другие иммунные клетки. У людей и мышей, страдающих ожирением, в жировой ткани возрастает экспрессия провоспалительного цитокина интерлейкина 6 (IL-6), однако его роль в метаболизме глюкозы неясна. Также к числу адипокинов относят аспросин, резистин, апелин, хемерин, CCL2 и некоторые другие цитокины. Лептин и резистин продуцируются преимущественно подкожной жировой тканью. Кроме того, и у женщин, и у мужчин жировая ткань является главным периферическим источником ароматазы, которая участвует в синтезе эстрогенов.

## Развитие
Как и другие клетки соединительной ткани, адипоциты происходят от мезенхимальных стволовых клеток. Мезенхимальные стволовые клетки дают начало преадипоцитам, которые похожи на крупные фибробласты с цитоплазматическими липидными включениями. Первоначально липидные капли молодого белого адипоцита изолированы друг от друга, но вскоре они сливаются с образованием единой большой жировой капли. Белые адипоциты развиваются вместе с меньшей популяцией бежевых адипоцитов, которые присутствуют в зрелой белой жировой ткани. При адаптации к низким температурам белые адипоциты частично обратимо превращаются в бежевые, приобретают большое количество мелких липидных капель вместо одной крупной, их профиль экспрессии генов становится близок к таковому у бурых адипоцитов (в частности, возрастает экспрессия гена UCP1, кодирующего термогенин), и бежевые адипоциты приступают к термогенезу. При возвращении к нормальным условиям часть бежевых адипоцитов вновь становятся белыми. У мышей «побурение» белой жировой ткани полностью нивелируется за 21 день после окончания пребывания на холоде, а снижение экспрессии UCP1, кодирующего термогенин, наступает уже через 24 часа. При повторном попадании на холод в бежевые адипоциты превращаются каждый раз одни и те же белые адипоциты. Превращение белого адипоцита в бежевый контролируется несколькими транскрипционными факторами: PPARγ, PRDM16, PGC-1α и EBF2. «Побурение» белого жира также стимулируют иризин, секретируемый мышечной тканью в ответ на физическую нагрузку, и FGF21, выделяемый печенью. У мышей «побурение» стимулируют метионин-энкефалиновые пептиды, продуцируемые лимфоидными клетками врождённого иммунитета 2 типа в ответ на действие интерлейкина 33 (IL-33).
Формирование запасов белой жировой ткани у человека начинается на 14-й неделе внутриутробного развития. До рождения у плода уже имеется развитая подкожная и висцеральная жировая ткань. На поздних сроках беременности пролиферация клеток-предшественников адипоцитов замедляется, и до возраста 10 лет рост жировой ткани достигается за счёт увеличения объёма отдельных адипоцитов, а в подростковом возрасте начинается новая волна дифференцировки адипоцитов.

## Клиническое значение

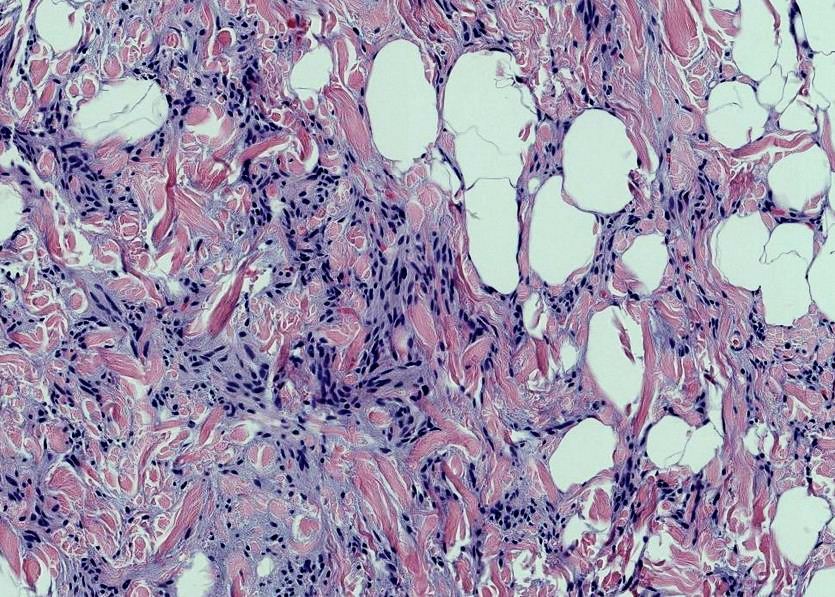
Гистологический препарат веретеноклеточной липомы

Белые адипоциты могут давать начало часто встречающимся доброкачественным образованиям — липомам. Злокачественные опухоли, происходящие из жировой ткани — липосаркомы — относительно редки.

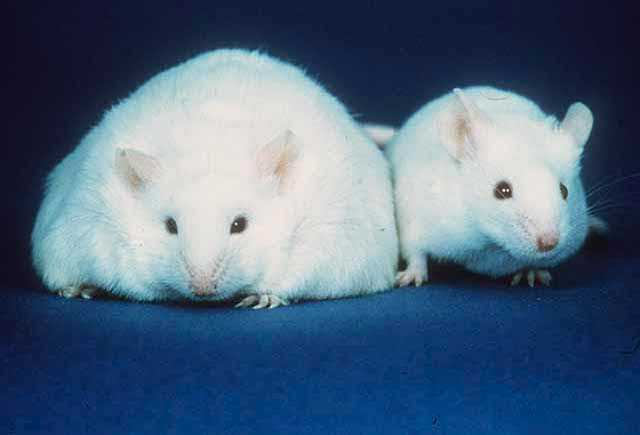
Нормальная мышь (справа) и мышь, страдающая ожирением (слева)

Под ожирением понимают состояние, при котором в организме накапливается избыток жировой ткани. Ожирение повышает риск возникновения многих заболеваний и патологических состояний: сердечно-сосудистых, сахарного диабета 2-го типа, обструктивного апноэ во сне, некоторых видов рака, а также остеоартрита. Избыточное разрастание висцерального жира, в особенности вокруг желудка называют центральным, или висцеральным ожирением, а чрезмерно увеличенный, выдающийся живот при этом состоянии известен как «пивной живот». Поскольку жировая ткань продуцирует множество цитокинов, в том числе, и провоспалительных, ожирение часто сопровождается умеренным хроническим воспалением. Сахарный диабет и болезни сердца относят к воспалительным заболеваниям, связанным с ожирением. Избыток жировой ткани, особенно висцерального жира, может приводить к появлению инсулинорезистентности. У большинства пациентов, страдающих ожирением, адипоциты производят нормальное или повышенное количество лептина, однако иногда его клетки-мишени имеют недостаточно рецепторов лептина или несут дефектные рецепторы, поэтому эффект насыщения, опосредуемый лептином, не наступает. Однако мутации в гене, кодирующем лептин, могут объяснить лишь небольшую долю случаев ожирения. Весьма частой причиной развития ожирения у взрослых являются возрастные метаболические нарушения, при которых снижается активность гормончувствительной липазы. Повышенное количество адипоцитов, сформированных при детском ожирении, повышает риск ожирения у человека в старшем возрасте. Конвертацию белой жировой ткани в бурую рассматривают как перспективную стратегию терапии ожирения.
В настоящее время белую жировую ткань можно использовать в качестве источника стволовых клеток у взрослых. Стволовые клетки жировой ткани можно легко перепрограммировать в индуцированные плюрипотентные стволовые клетки. Получение стволовых клеток из клеточного материала самого организма пациента снижает риск отторжения трансплантата и позволяет избежать многих этических проблем, связанных с использованием эмбриональных стволовых клеток. Имеются сведения, что стволовые клетки из разных локаций жировой ткани (абдоминального жира, эпикардиального жира и других) имеют разные свойства: скорость пролиферации, иммунофенотип, потенциал дифференцировки и устойчивость к гипоксии.

## История изучения
Белые адипоциты, или «жировые везикулы», а также их вклад в рост жировых отложений впервые были описаны в XIX веке. Активное исследование жировой ткани началось лишь в 1940-х годах. В 1940 году было показано, что жировая ткань иннервируется и снабжается кровью. В 1950-х годах была прояснена роль белых адипоцитов в метаболизме липидов, и дальнейшее изучение регуляции работы жировой ткани продолжалось во всей второй половине XX века. Первые данные, свидетельствующие об эндокринной функции белой жировой ткани, появились в 1980-х годах.